# Richmond Road (Staten Island)
Pour les articles homonymes, voir Richmond Road.
À ne pas confondre avec Richmond Avenue, également située à Staten Island.
Richmond Road est une artère urbaine nord-sud qui traverse les quartiers d'East Shore (en), dans l'arrondissement de Staten Island, à New York. 

## Situation et accès
D'une longueur de 7,93 kilomètres, elle passe par les quartiers de Concord, Grymes Hill, Emerson Hill, Grasmere, Old Town, Dongan Hills, Grant City, Todt Hill, New Dorp, Egbertville, Lighthouse Hill et Richmondtown.
Durant l'ère coloniale, certaines parties de Richmond Road ainsi que la totalité de Vanderbilt Avenue et d'Amboy Road forment le couloir est, majoritairement situé sur l'axe de l'actuel Hylan Boulevard, plus droit et plus large. Les trois routes constituant le couloir partagent un même système de numérotation, c'est-à-dire que les numéros de la Richmond Road commencent là où ceux de Vanderbilt Avenue se terminent et les numéros d'Amboy Road débutent à l'endroit où Amboy Road se sépare de Richmond Road. Cet ensemble comporte les numéros d'habitations les plus élevés de toute la ville de New York. Les autres voies qui bifurquent de ce couloir sont St. Paul's Avenue, Van Duzer Street, Targee Street, Rockland Avenue, Bloomingdale Road, Pleasant Plains Avenue et Richmond Valley Road.
Richmond Road est desservie par les lignes S74/S84 et S76/S86 des bus locaux de la MTA, ainsi que par les bus express X15. Les bus locaux des lignes S54 et S57 desservent également une partie de la rue.

## Origine du nom
En 1683, la colonie de New York est divisée en dix comtés. Dans le cadre de ce processus, Staten Island, ainsi que plusieurs petites îles voisines, furent désignées comme le comté de Richmond. Ce nom dérive du titre de Charles Lennox, 1er duc de Richmond, fils illégitime du roi Charles II.

## Historique
A l'origine, elle faisait partie du réseau de routes utilisé à l'époque coloniale pour relier les différentes communautés de Staten Island.
Richmond Road est construite le 19 juin 1703 dans le cadre des travaux de construction de la Public Common General Road (« Voie générale communale publique »), qui s'étend alors du début de l'actuelle Van Duzer Street (quartier de Tompkinsville) jusqu'à la fin de ce qui est aujourd'hui Amboy Road (quartier de Tottenville). La portion de Richmond Road s'étendant de Amboy Road à Arthur Kill Road est ajoutée en 1728. La rue est située sur le tracé d'un ancien sentier emprunté par les Amérindiens,.